# Janeževo Brdo
Janeževo Brdo este o localitate din comuna Ilirska Bistrica, Slovenia, cu o populație de 23 de locuitori.